# Cyberchase, avagy kalandozások a cyber világban
A Cyberchase, avagy kalandozások a cyber világban vagy Cyberchase, avagy kalandozások a cybertérben (eredeti cím: Cyberchase) kanadai televíziós 2D-s számítógépes animációs sorozat, amelynek Larry Jacobs a rendezője. Kanadában a PBS Kids vetítette, Amerikában a PBS Kids GO! sugározta, Magyarországon korábban a Minimax, később a KidsCo adta.

## Ismertető
A három főhős Jackie, Matt, Inez és a madárbarátjuk, Digit a Cyberspace megmentésén van. A stratégia és matematika feladatok használatával küzdenek a gonosz Hacker ellen. A történet végigkíséri a három hőst, aki Jackie, Matt és Inez. Az utazásuk folyamán az útjukba eső akadályokat nem erővel, hanem ésszel próbálják meg leküzdeni és a veszélyeket elhárítani. A három hős Jackie, Matt, Inez és Digit kalandra indul szökőévben is itt, aminek neve Cyberchase. Hárman együtt kitűnő matematikusok. A számtani feladat segítségével próbálják megakadályozni a kegyetlen Hacker ötletét, aki a Motherboardot meg akarja szabotálni.

## Szereplők
- Németh Kriszta – Jackie
- Simonyi Piroska – Inez
- Seszták Szabolcs – Matt
- Szokol Péter – Digit
- Rosta Sándor – Hacker
- Holl Nándor – Buzz
- Bodrogi Attila – Delete